# Daniil Chafran
Daniil Borissovitch Chafran (en russe : Даниил Борисович Шафран), né le 13 janvier 1923 à Pétrograd (devenue ensuite Léningrad et actuelle Saint-Pétersbourg) et mort le 7 février 1997 à Moscou, est un violoncelliste russe.

## Biographie
Fils de Boris Chafran, premier violoncelle à l’Orchestre philharmonique de Léningrad, Daniil Chafran ne commence ses études de musique qu’à l'âge de huit ans. Son professeur est d’abord son père, puis Alexandre Chtrimer à l’école musicale attachée au Conservatoire de Léningrad. Chafran débute comme concertiste en 1934 avec les Variations sur un thème rococo de Piotr Ilitch Tchaïkovski (l’orchestre est alors dirigé par Albert Coates). En 1937, il gagne le Concours national des violonistes et violoncellistes à Moscou et reçoit comme prix un violoncelle du luthier Antonio Amati daté de 1630. Il jouera sur cet instrument jusqu’à la fin de sa vie.
En juin 1941, au début de la guerre, Chafran s’engage volontaire au front, mais trois mois après il est rappelé et évacué à Novossibirsk où il joue plusieurs concerts. Après la guerre, Chafran entre au Conservatoire de Léningrad pour se perfectionner sous la tutelle d’Alexandre Chtrimer. En 1949 et 1950, il participe aux concours internationaux de Budapest et de Prague et finit premier ex æquo avec Mstislav Rostropovitch. Après avoir terminé le conservatoire en 1950, Chafran vient à Moscou et y devient soliste des concerts philharmoniques. Pour une série de concerts, on lui décerne un prix Staline en 1952. Il commence alors également sa carrière internationale: en 1960 il se présente pour la première fois aux États-Unis, et en 1964 en Grande-Bretagne. En 1974, Chafran est président du jury des violoncellistes au Concours international Tchaïkovski. En 1977, il est nommé « Artiste du peuple de l'Union soviétique ».
Chafran meurt en 1997, il est enterré au cimetière Troïekourovskoïe à Moscou. Son violoncelle est offert par sa veuve au Musée national de la culture musicale de Russie.

## Répertoire et enregistrements
Son répertoire comporte la plupart des compositions majeures pour violoncelle : de Bach (Suites pour violoncelle seul), notamment les concertos de Haydn, Schumann, Saint-Saëns, Dvořák, Prokofiev ; toutes les sonates de Beethoven, Schubert (Sonate Arpeggione) et Brahms, ainsi que les œuvres de compositeurs contemporains, tels qu'Aram Khatchatourian, Tikhon Khrennikov, Dmitri Kabalevski (dont le Deuxième concerto est dédié à Chafran), Boris Tchaïkovski, Alfred Schnittke, Mieczyslaw Weinberg et beaucoup d’autres. C’est avec la Sonate de Weinberg que Chafran débute au Carnegie Hall en 1960.
Chafran a fait plusieurs enregistrements, dont les plus célèbres sont les deux concertos de Dmitri Kabalevski avec l’orchestre sous la direction d’auteur et la Sonate pour violoncelle de Chostakovitch, avec Chostakovitch au piano. Chafran collabore aussi avec les pianistes Nina Mousinian (qui devient sa femme) et Anton Ginsburg.